# 针毛鼠
针毛鼠（学名：Niviventer fulvescens）为鼠科白腹鼠属的动物。在中国大陆，分布于江西、广西、陕西、贵州、安徽、云南、河南、海南、西藏、广东、福建等地，一般生活于丛林。该物种的模式产地在尼泊尔。

## 亚种
- 针毛鼠指名亚种（学名：Niviventer fulvescens fulvescens），Gray于1847年命名。在中国大陆，分布于西藏、贵州、云南等地。该物种的模式产地在尼泊尔。[2]
- 针毛鼠东方亚种（学名：Niviventer fulvescens huang），Bonhote于1905年命名。在中国大陆，分布于江西、广西、陕西、贵州、安徽、河南、海南、广东、福建等地。该物种的模式产地在福建挂墩。[3]